# TAS2R60
TAS2R60 (англ. Taste 2 receptor member 60) — білок, який кодується однойменним геном, розташованим у людей на короткому плечі 7-ї хромосоми. Довжина поліпептидного ланцюга білка становить 318 амінокислот, а молекулярна маса — 36 337.
| 10         |  | 20         |  | 30         |  | 40         |  | 50         |
| ---------- |  | ---------- |  | ---------- |  | ---------- |  | ---------- |
| MNGDHMVLGS |  | SVTDKKAIIL |  | VTILLLLRLV |  | AIAGNGFITA |  | ALGVEWVLRR |
| MLLPCDKLLV |  | SLGASRFCLQ |  | SVVMGKTIYV |  | FLHPMAFPYN |  | PVLQFLAFQW |
| DFLNAATLWS |  | STWLSVFYCV |  | KIATFTHPVF |  | FWLKHKLSGW |  | LPWMLFSSVG |
| LSSFTTILFF |  | IGNHRMYQNY |  | LRNHLQPWNV |  | TGDSIRSYCE |  | KFYLFPLKMI |
| TWTMPTAVFF |  | ICMILLITSL |  | GRHRKKALLT |  | TSGFREPSVQ |  | AHIKALLALL |
| SFAMLFISYF |  | LSLVFSAAGI |  | FPPLDFKFWV |  | WESVIYLCAA |  | VHPIILLFSN |
| CRLRAVLKSR |  | RSSRCGTP   |  |            |  |            |  |            |

A: Аланін

C: Цистеїн

D: Аспарагінова кислота

E: Глутамінова кислота

F: Фенілаланін

G: Гліцин

H: Гістидин

I: Ізолейцин

K: Лізин

L: Лейцин

M: Метіонін

N: Аспарагін

P: Пролін

Q: Глутамін

R: Аргінін

S: Серин

T: Треонін

V: Валін

W: Триптофан

Кодований геном білок за функціями належить до рецепторів, g-білокспряжених рецепторів, білків внутрішньоклітинного сигналінгу. 
Локалізований у мембрані.